# یواس‌اس زیلا (اس‌پی-۲۸۰۴)
یواس‌اس زیلا (اس‌پی-۲۸۰۴) (به انگلیسی: USS Zillah (SP-2804)) یک کشتی بود که طول آن ۵۸ فوت ۸ اینچ (۱۷٫۸۸ متر) بود. این کشتی در سال ۱۹۰۳ ساخته شد.